# Jamaïque aux Jeux olympiques d'hiver de 1992
Lors des Jeux olympiques d'Albertville, la Jamaïque participe pour la deuxième fois aux Jeux olympiques d'hiver. Cinq athlètes sont répartis en trois équipes engagées dans les épreuves masculines de bobsleigh.

## Engagés par sport

### Bobsleigh
. 
| Athlètes                                              | Discipline             | Classement | Résultat                                                                      |
| ----------------------------------------------------- | ---------------------- | ---------- | ----------------------------------------------------------------------------- |
| Dudley Stokes Chris Stokes                            | Bob à deux Jamaica I   | 36e        | 4 min 12 s 76 (1 min 02 s 93 / 1 min 03 s 30 / 1 min 03 s 38 / 1 min 03 s 15) |
| Devon Harris Ricky McIntosh                           | Bob à deux Jamaica II  | 35e        | 4 min 11 s 68 (1 min 02 s 57 / 1 min 02 s 88 / 1 min 03 s 13 / 1 min 03 s 10) |
| Dudley Stokes Devon Harris Michael White Chris Stokes | Bob à quatre Jamaica I | 25e        | 4 min 01 s 37 (1 min 00 s 12 / 1 min 00 s 48 / 1 min 00 s 38 / 1 min 00 s 39) |